# Barry Winchell
Barry Winchell (31 de agosto de 1977 – 6 de julio de 1999) fue un soldado de infantería del ejército de los Estados Unidos, cuyo asesinato por un compañero de armas, Calvin Glover, se convirtió en un punto de referencia en el debate sobre la ley conocida como Don't ask, don't tell, que obligaba al ejército a licenciar a sus miembros por su orientación homosexual.

## Vida y asesinato
Nacido en Misuri, Winchell se alistó en el ejército en 1997 y fue transferido en 1998 a Fort Campbell (Kentucky). Como soldado raso, fue asignado al 2/502 de infantería de la división aérea 101 (101st Airborne Division). Estando en Fort Campbell, su novia de la educación secundaria le envió una carta informándole del fin de la relación. Winchell posteriormente acompañó a su compañero de habitación, Justin Fisher, y a otros soldados en una excursión a los bares del centro de Nashville. En 1999, Fisher y otros llevaron a Winchell a un club de Nashville, The Connection, que tenía espectáculo de artistas transgénero. Allí, Winchell conoció a una artista transgénero llamada Calpernia Addams. Ambos comenzaron a salir juntos. 
Fisher empezó a esparcir rumores de la relación en Ft. Campbell, donde ambos estaban de servicio. Winchell se convirtió en víctima de acoso continuo, que sus superiores hicieron poco por cortar.
El acoso continuó hasta el fin de semana del Cuatro de Julio, cuando Winchell y un soldado compañero, Calvin Glover, se pelearon llegando a la violencia física, después de que Winchell acusara a un fanfarroneante Glover de ser un fraude. Ambos había estado bebiendo cerveza durante el día. Winchell derrotó a Glover limpiamente, por lo que Fisher acusó a Glover durante algún tiempo de haber sido apaleado por «un puto maricón como Winchell». Fisher y Winchell tenían su propia historia de altercados físicos como compañeros de barracas en Ft. Campbell. Seguidamente, de madrugada, el 5 de julio de 1999, Glover tomó un bate de béisbol del casillero de Fisher y golpeó a Winchell en la cabeza, mientras dormía en un catre, en el exterior de la habitación, cerca de la entrada de la habitación que Winchell y Fisher compartían. Winchell murió de heridas generalizadas en la cabeza el 6 de julio en el Vanderbilt University Medical Center.
Glover fue condenado posteriormente por el asesinato de Winchell; Fischer fue condenado por crímenes menores relacionados con la obstrucción de la investigación criminal; ambos fueron encarcelados en United States Disciplinary Barracks. Las acusaciones de asesinato contra Fisher fueron abandonadas y fue sentenciado a 12,5 años tras negociar su sentencia; se le negó un perdón en 2003; en agosto de 2006 ingresó en un centro de reinserción social y fue puesto en libertad en octubre de 2006. Glover permanece en la cárcel con cadena perpetua.

## Consecuencias
El asesinato de Winchell llevó a Bill Clinton a ordenar una revisión de la política "Don't ask, don't tell", que según algunas voces era uno de los factores determinantes en el asesinato de Winchell. El Servicemembers Legal Defense Network fue uno de los principales críticos de cómo se había implementado la política y exigieron conocer quien, de entre los oficiales, era responsable del clima en la base. La revisión de la política «Don't ask, don't tell» llevó a la inclusión de una cláusula «don’t harass» («no acoses»).
Los padres de Winchell, Wally y Patricia Kutteles, y diversas otras personas continuaron presionando en la prensa para que se revisara la política «Don't ask, don't tell». A pesar de la campaña de los Kutteles y diversos grupos de activistas LGBT, el comandante general de Fort Campbell en el momento del asesinato, el mayor general Robert T. Clark, rechazó responsabilizarse por el ambiente homófobo en el cuartel durante su mandato. Tras ser exonerado, fue nominado y consiguió la promoción a teniente general el 5 de diciembre de 2003. Por otra parte, el teniente general Timothy Maude, "avanzadilla" en temas LGBT en el ejército de Estados Unidos, visitó a Patricia Kutteles.
La película Soldier's Girl (2003) está basada en el asesinato de Winchell y los acontecimientos que llevaron a ese final. El personaje de Winchell fue hecho por Troy Garity. La película consiguió un premio Peabody y numerosas nominaciones para el Emmy y los Golden Globe. La película reinició la controversia en torno a la política de «"Don't ask, don't tell"», mientras se realizaban las alegaciones de la promoción del general Clark.